# Magelona nonatoi
Magelona nonatoi är en ringmaskart som beskrevs av Bolivar och Lana 1986. Magelona nonatoi ingår i släktet Magelona och familjen Magelonidae. Inga underarter finns listade i Catalogue of Life.